# خربه الصياري (النادرة)
خربه الصياري هي إحدى قرى عزلة حدة بمديرية النادرة التابعة لمحافظة إب، بلغ تعداد سكانها 1125 نسمة حسب تعداد اليمن لعام 2004.